# Cantón de Saint-Paul-Cap-de-Joux
El cantón de Saint-Paul-Cap-de-Joux era una división administrativa francesa, que estaba situada en el departamento de Tarn y la región de Mediodía-Pirineos.

## Composición
El cantón estaba formado por diez comunas:
- Cabanès
- Damiatte
- Fiac
- Magrin
- Massac-Séran
- Prades
- Pratviel
- Saint-Paul-Cap-de-Joux
- Teyssode
- Viterbe

## Supresión del cantón de Saint-Paul-Cap-de-Joux
En aplicación del Decreto nº 2014-170 de 17 de febrero de 2014, el cantón de Saint-Paul-Cap-de-Joux fue suprimido el 22 de marzo de 2015 y sus 10 comunas pasaron a formar parte nueve del nuevo cantón de Llanura del Agoût y una del nuevo cantón de Lavaur Cucaña.